# Santa Paraskeva Pyatnytska (Iglesia)
La Iglesia de Santa Paraskeva Pyátnytska (o de Santa Paraskeva) (en ucraniano: П'я́тницька (св. Параске́ви) це́рква в Чернігові o Хра́м Св. вмч. Параске́ви П'я́тниці на́ Торгу́) es un edificio eclesiástico que funciona como templo de la Iglesia ortodoxa de Ucrania en la ciudad de Cherníhiv.

## Historia
La iglesia Pyátnytska fue construida a fines del siglo XII y principios del XIII en el área de la ciudad utilizada para la colocación de ventas de comerciantes. 
Es una iglesia de cuatro pilares y un domo, de forma cuadrada. 
Difiere de otras iglesias en Cherníhiv por la terminación y decoración de las fachadas con todo tipo de ornamentos arquitectónicos y por la composición de los arcos bajo la campana.
Fue restaurada en 1670 y 1690 a cuenta del coronel V. Dunyn-Borkovsky de Cherníhiv, en estilo barroco ucraniano. 
Durante los siglos XVII y XVIII existía un convento de monjas en la iglesia, pero fue quemado en 1750. 
En 1820 fue construido un campanario de dos pisos, por el arquitecto A.Kartashevskyi, lo que fue luego desmantelado en 1962.
En 1943 la iglesia fue destruida, y luego restaurada en 1962, de acuerdo al proyecto de Petró Baranovskyi quien, sobre todo en el domo, utilizó un estilo similar al visto en iglesias rusas. 
El destino de este monumento es inusual. Una pequeña iglesia Pyátnytska permaneció en el área de comercio público en la ciudad (Paraskeva Pyátnytska ha sido considerada la santa patrona del comercio). Un domo alto, numerosas molduras de estuco, proporciones muy elegantes de la iglesia - todas estas características indudablemente fueron suficientes para otorgar al edificio el estilo de Barroco ucraniano durante los siglos XVII y XVIII. La única característica inusual era su composición de proyección céntrica. 
Los investigadores sostienen que las formas de la arquitectura de la antigua Rus de Kiev estaban escondidas bajo el estilo barroco. 
En 1943 una bomba soviética golpeó el edificio. 
El prominente investigador soviético de la arquitectura de la antigua Rus, P.Baranovskyi, llegó a Cherníhiv en diciembre de 1943. 
"A mi me tocó acompañarlo y tomar parte en las inspecciones a los edificios de Cherníhiv. La imagen que se reveló frente a nosotros era terrible: solamente ruinas quedaban de la iglesia Pyátnytska, alzándose solitarias sobre los destruidos cimientos de la ciudad bajo la nieve, destruida por los invasores fascistas."

## Arquitectura
Durante 10 años P. Baranovskyi restauró la Iglesia Pyátnytska, cuidadosamente colocando un ladrillo sobre otro. Como resultado, él se las arregló para reproducir con gran autenticidad todas las formas del edificio - uno de los más prominentes de la arquitectura de la Rus de Kiev. Posteriores investigaciones descubrieron varios edificios con este estilo. 
La iglesia Pyátnytska se alza en el centro de la antigua ciudad ucraniana de Cherníhiv, tras el teatro de la ciudad, en medio de un jardín público muy pintoresco en el que el área de comercio se desarrollaba en el pasado lejano. 
La iglesia es pequeña en tamaño (las dimensiones en plano son 16 por 11.5 metros) con cuatro pilares de forma octaédrica en su interior, con tres ábsides y un domo alto. Está excepcionalmente bien proporcionada, con una composición armoniosa y refinada sin precedentes. 
A diferencia de las formas de edificios de tiempos anteriores, la composición de la Pyátnytska es dinámica, sus empinadas paredes se levantan con tres filas de arcos sobre la sala principal.
La verticalidad del edificio es enfatizada por las pilastras perfiladas. Elementos verticales y curvilíneos predominan en la composición y se crea un balance con los entrepisos horizontales de las ventanas del primer piso, con los pasillos de los nichos ornamentales de diferentes formas y tamaños, con arrocabes de líneas serpenteantes que recuerdan la arquitectura del siglo XI, y el diseño ornamental reticulado de los ábsides.
Las pilastras perfiladas verticales de diferentes alturas son completadas con trazos cortos pero enérgicos de cornisas. El color rosado de las paredes se combina vertical con el estuco blanco de las áreas con nichos ornamentales y los ornamentos multicolor de los portales. 
El interior de la iglesia recuerda el de una torre. El efecto artístico de los frescos es enfatizado con un piso multicolor con amarillo, verde y losetas vidreadas en marrón.
En la Iglesia Pyátnytska todo está construido de acuerdo a una sola, por decir, melodía, a diferencia de la Catedral de Santa Sofía de Kiev donde la composición se desarrolla en una sinfonía completa. Es un canto de júbilo sobre la belleza en donde el genio en ingeniería del arquitecto está combinado con la poesía de las creaciones nacionales.
La iglesia Pyátnytska en Cherníhiv es a veces llamada en arquitectura en honor del Príncipe Íhor del Cantar de las huestes de Ígor. Y de hecho, el monumento prominente de la arquitectura de la antigua Rus de Kiev es no solo un contemporáneo del brillante poema, sino también cercano al Cantar por su poética, la perfección de su forma, el espíritu nacional y la alta inspiración.

## Galería

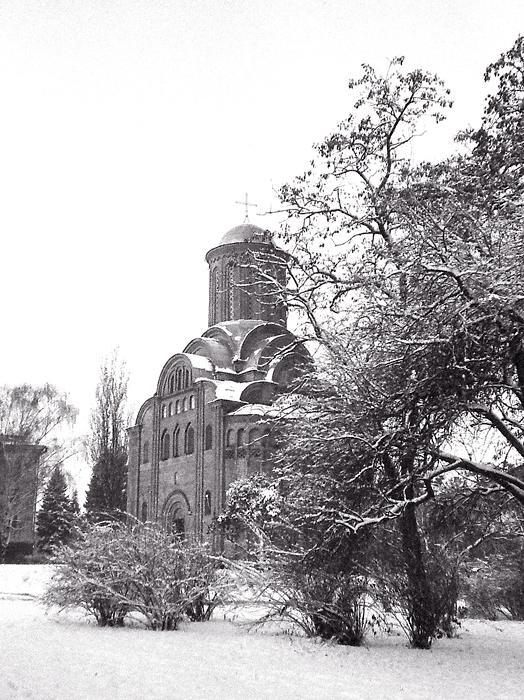
Iglesia Pyátnytska en Cherníhiv
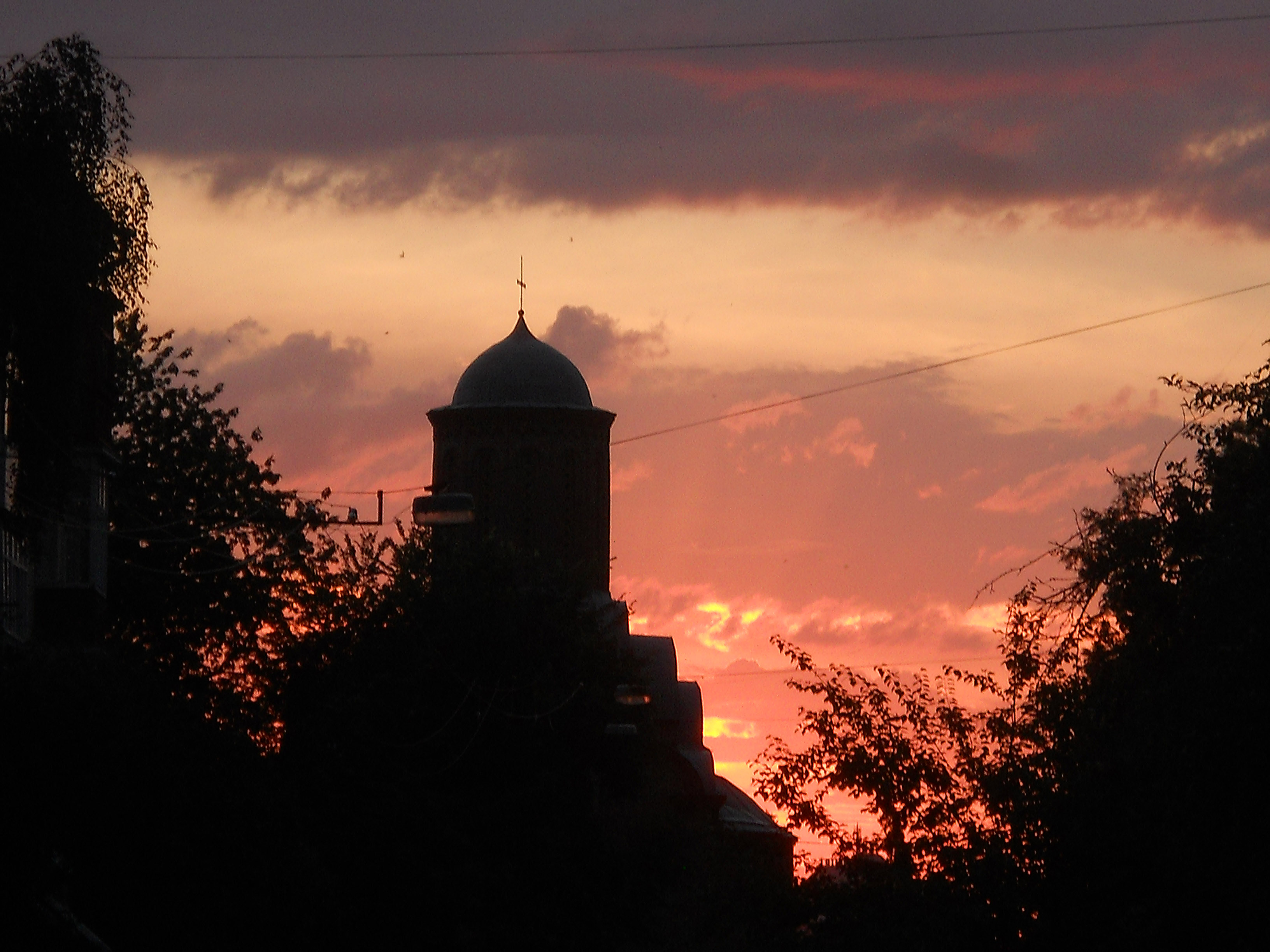
Iglesia Pyátnytska en Cherníhiv
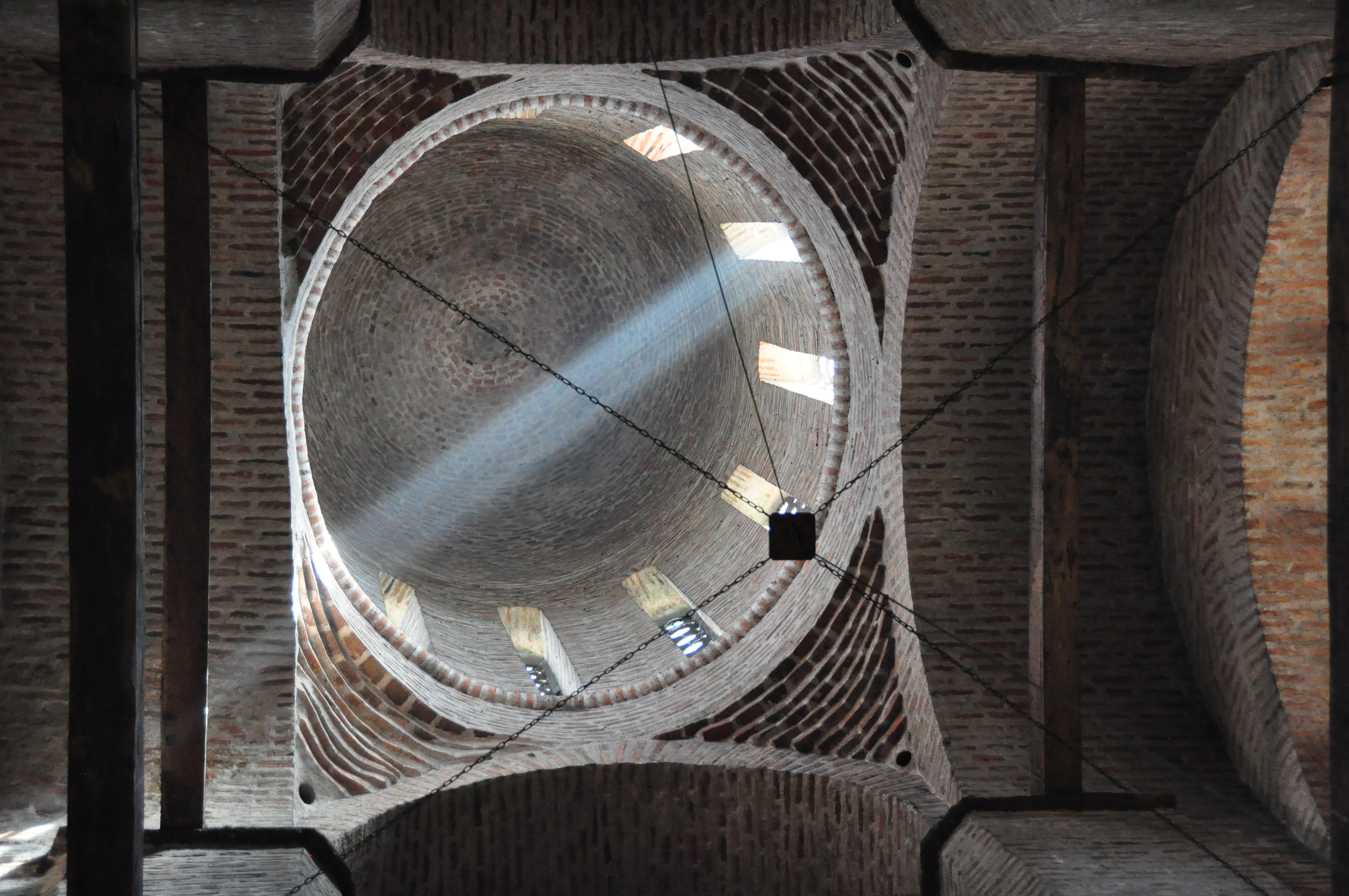
Cúpula de la Iglesia